# Gergely Ferenc
Gergely Ferenc (Budapest, 1914. szeptember 10. – Budapest, 1998. március 18.) Kossuth-díjas orgonaművész, zenepedagógus.

## Élete, munkássága
A budapesti Zeneakadémia orgona főtanszakán tanult 1933 és 1940 között. Az orgonát Zalánfy Aladárnál tanulta, zongorát Wehner Gézától, zeneszerzést Siklós Albertnél tanult. 1934 és 1942 között elvégezte a középiskolai énektanár szakot is, Harmat Artúr, Bárdos Lajos és Ádám Jenő tanítványaként. Ezt követően külföldön képezte tovább magát: 1940-ben és 1942-ben Lipcsében Günther Raminnál, 1948-ban Párizsban Olivier Messiaennál volt tanulmányúton.
1931-től haláláig a pesti Belvárosi Ferences Templom orgonistája, 1948-ig karnagya is volt, 1947-től 1950-ig a Dohány utcai főtemplomban is orgonált. Pedagógiai munkáját a Nemzeti Zenedében kezdte 1943-ban, és itt (illetve az utódintézményben, a Bartók Béla Zeneművészeti Szakközépiskolában) tanított orgonát 1969-ig. Részbeni átfedéssel, 1948 és 1976 között a Zeneakadémián is tanította az orgona hangszert. Egyik tanítványa, Kovács Endre orgonaművész a következőképp emlékezett meg róla: „Az improvizálás nagy művésze, alázatos és segítőkész, nagyszerű pedagógus. A romantikus és a modern orgonazene világában ő segített otthonosan tájékozódnom”.   A főiskoláról 1976-ban ment nyugdíjba. 1950-ben, amikor a Zeneakadémián megszüntették a kántorképzést, Werner Alajossal szerzeteseket képeztek át kántorrá, majd ebből fejlődött ki az Országos Magyar Cecília Egyesület több évfolyamos intenzív kántortanfolyama.
Orgonaművészként Magyarországon kívül Európa számos országában koncertezett. Szívesen játszotta a klasszikus orgonairodalom remekei mellett a 20. század kompozícióit is, de – követve az orgonistai hagyományokat – gyakran improvizált is. Igazi templomi orgonistaként egyaránt jellemző volt rá az alázat és a szakmai tudás is. Játékát több hangfelvétel őrzi. Több orgonaantológiát is szerkesztett és adott közre. Ő tervezte többek között a budapesti Pozsonyi úti református templom és a sashalmi plébánia, valamint a székesfehérvári Szent Sebestyén-templom orgonáját.
1998-ban hunyt el. Végrendelete értelmében hamvait a Belvárosi Ferences Templom kriptájában helyezték végső nyugalomra (Gergely Ferenc a ferences rend confratere volt).
Orgonaművészi és pedagógiai munkáját több kitüntetéssel ismerték el: kétszer is megkapta a Liszt-díjat, 1994-ben Kossuth-díjat kapott. 1989-ben II. János Pál pápától megkapta a „Nagy Szent Gergely Rend civil osztályának lovagja” címet.

## Művei
- Liszt: Tizenhárom orgonamű. Budapest, 1961.
- Magyar orgonazene III. Budapest, 1969.
- Hans Klotz: Az orgonáról (fordítás, kiegészítés). Budapest, 1971.

## Elismerései
- Liszt Ferenc-díj (1958, 1993)
- A Munka Érdemrend ezüst, illetve arany fokozata (1974, 1984)
- Érdemes művész (1981)
- „Nagy Szent Gergely Rend civil osztályának lovagja” cím (1989)
- Kossuth-díj (1994)